# العلاقات الباهاماسية الدومينيكانية
العلاقات الباهاماسية الدومينيكانية هي العلاقات الثنائية التي تجمع بين باهاماس وجمهورية الدومينيكان.

## مقارنة بين البلدين
هذه مقارنة عامة ومرجعية للدولتين:
| وجه المقارنة                                              | باهاماس      | جمهورية الدومينيكان |
| --------------------------------------------------------- | ------------ | ------------------- |
| المساحة (كم2)                                             | 13.88 ألف    | 48.67 ألف           |
| عدد السكان (نسمة)                                         | 395.36 ألف   | 10.40 مليون         |
| الكثافة السكانية (ن./كم²)                                 | 28.48        | 213.68              |
| العاصمة                                                   | ناساو        | سانتو دومينغو       |
| اللغة الرسمية                                             | لغة إنجليزية | اللغة الإسبانية     |
| العملة                                                    | دولار بهامي  | بيزو دومنيكاني      |
| الناتج المحلي الإجمالي (بليون دولار)                      | 12.16 مليار  | 75.93 مليار         |
| الناتج المحلي الإجمالي (تعادل القوة الشرائية) بليون دولار | 8.92 مليار   | 149.89 مليار        |
| الناتج المحلي الإجمالي الاسمي للفرد دولار أمريكي          | 22.82 ألف    | 6.47 ألف            |
| الناتج المحلي الإجمالي للفرد دولار أمريكي                 |              | 13.26 ألف           |
| مؤشر التنمية البشرية                                      | 0.790        | 0.715               |
| رمز المكالمات الدولي                                      | +1242        | +1809، +1829، +1849 |
| رمز الإنترنت                                              | .bs          | .do                 |
| المنطقة الزمنية                                           | 00           | 00                  |

## منظمات دولية مشتركة
يشترك البلدان في عضوية مجموعة من المنظمات الدولية، منها:
| علم المنظمة | اسم المنظمة                                                          | تاريخ انضمام باهاماس | تاريخ انضمام جمهورية الدومينيكان |
| ----------- | -------------------------------------------------------------------- | -------------------- | -------------------------------- |
|             | تحالف الدول الجزرية الصغيرة                                          | ?                    | ?                                |
|             | وكالة حظر الأسلحة النووية في أمريكا اللاتينية ومنطقة البحر الكاريبي ‏ | ?                    | ?                                |
|             | الاتحاد البريدي العالمي                                              | ?                    | ?                                |
|             | يونسكو                                                               | 23 أبريل 1981        | 4 نوفمبر 1946                    |
|             | البنك الدولي للإنشاء والتعمير                                        | 21 أغسطس 1973        | 18 سبتمبر 1961                   |
|             | وكالة ضمان الاستثمار متعدد الأطراف                                   | 4 أكتوبر 1994        | 7 مارس 1997                      |
|             | منظمة الشرطة الجنائية الدولية                                        | ?                    | ?                                |
|             | مؤسسة التمويل الدولية                                                | 8 ديسمبر 1986        | 31 أكتوبر 1961                   |
|             | الأمم المتحدة                                                        | 18 سبتمبر 1973       | 24 أكتوبر 1945                   |
|             | مجموعة دول أفريقيا والكاريبي والمحيط الهادئ                          | ?                    | ?                                |
|             | مؤسسة التنمية الدولية                                                | 23 يونيو 2008        | 16 نوفمبر 1962                   |
|             | منظمة حظر الأسلحة الكيميائية                                         | ?                    | ?                                |